# Momo (TWICE)
平井桃（日语：／ Hirai Momo，1996年11月9日—），藝名Momo，為日本女歌手及舞者，韓國女子組合TWICE及其分隊MISAMO的成員，在隊內擔任主舞、副唱及副饒舌 。

## 生涯

### 出道前
京都出身，3歲開始學習舞蹈並加入大阪stepout舞蹈學校。
小時候受姐姐平井波奈影響啟發對跳舞的興趣。在影片分享網站YouTube上傳自己跳舞的影片，正巧被JYP娛樂相關人士看到，於是進入JYP進行試鏡。
2011年，與2位朋友和姐姐組成團體「Barbie」，以舞團身份參加第三季Superstar K Japan。
2012年4月13日，與同是來自日本關西的Sana跟JYP簽約成為練習生。
2015年參與Mnet生存實境節目《SIXTEEN》，為第八位公開預告的成員，稱號是「全體認證 Dancing Queen」。雖然Momo在第四個任務中遭到淘汰，但因舞蹈實力能補足其他七位成員，在最後一集和子瑜成為追加成員之一。

### 2015至今：TWICE
2015年10月20日推出首張迷你專輯《THE STORY BEGINS》，並舉辦出道Showcase「OOH-AHH, TWICE」正式出道，同日發表主打歌〈Like OOH-AHH〉的MV。
2017年1月27日參加《小學生老師》，與其他海外藝人（滑川康男、Amber、Henry、The8、Ten）進修小學六年級（10歲）程度韓語。Momo試考的程度是6歲（小學二年級）。Sana在1月31日的直播中澄清，由於Momo從首爾到釜山長途跋涉後就進行錄影，睡眠不足以致表現欠佳。
2023年2月6日，IG帳號不到一年達到1000萬追蹤，是TWICE第一位達到千萬追蹤的成員，也是首位達成且最多追蹤數的日本籍藝人。
2023年7月26日，與Sana和Mina組成MISAMO小分隊在日本出道。

## 個人生活
2020年1月2日，JYP娛樂、Label SJ和SM娛樂證實Momo與金希澈交往的消息。
2021年7月8日，在希澈與MOMO公開戀情1年6個月後宣布分手，兩人因各自的工作而繁忙，最近關係變得疏遠了。在關係疏遠後，兩人整理了戀愛關係，回到了同事前後輩的關係。金希澈所屬公司Label SJ和MOMO的所屬公司JYP娛樂表示：「和本人確認後，證實分手了，不過詳細內容暫時無法多做回應。」

## 音樂作品

### 日語作品
數位單曲
- 2024-11-06〈Money In My Pocket〉（收錄於《HAUTE COUTURE》）

### 參與音樂錄影帶
| 年份   | 音樂錄影帶                              | 歌手                                            | 團員共同演出                             |
| 2014年 | Girls Girls Girls                       | GOT7                                            | 娜璉（女主角）、定延、彩瑛               |
| 2014年 | Stop stop it                            | GOT7                                            | 多賢（女主角）、娜璉、Mina、彩瑛         |
| 2014年 | FEEL（日文版）                          | 俊昊                                            | Sana、Mina                               |
| 2015年 | R.O.S.E（日文版）                       | 祐榮                                            | Mina、多賢                               |
| 2015年 | Only You                                | miss A                                          | 娜璉、定延、Mina、志效、彩瑛、子瑜       |
| 2016年 | Fire                                    | 朴軫永、柯南·奧布萊恩、史蒂文·連、朴智敏（15&） | 娜璉、定延、Sana、志效、Mina、彩瑛、子瑜 |
| 2016年 | Sweet Dream                             | 希澈、閔庚勳                                    | Momo                                     |
| 2021年 | Superhero (Special Version) [with MOMO] | yukaDD(;´∀`)                                    | Momo                                     |

## 創作作品
韓國音樂著作權協會登記編號為10021791
| 年份   | 發佈日期 | 歌曲名稱            | 收錄專輯      | 性質     |
| 2017年 | 10月30日 | Likey               | Twicetagram   | 合作编舞 |
| 2018年 | 7月9日   | Shot thru the heart | Summer Nights | 合作作词 |
| 2019年 | 4月22日  | HOT                 | FANCY YOU     | 作词     |
| 2019年 | 9月23日  | LOVE FOOLISH        | Feel Special  | 作词     |
| 2019年 | 9月23日  | 21:29               | Feel Special  | 合作作词 |
| 2022年 | 7月27日  | Celebrate           | Celebrate     | 合作作词 |
| 2023年 | 7月26日  | Funny Valentine     | Masterpiece   | 合作作词 |
| 2024年 | 11月6日  | Money In My Pocket  | HAUTE COUTURE | 合作作词 |

### 非主唱創作作品
| 名稱                   | 原唱者                                     | 性質 |
| The Way You Love Me    | Keri Hilson (SIXTEEN 翻唱版)               | 編舞 |
| Swing Baby             | JYP                                        | 編舞 |
| Coming-of-Age Ceremony | 朴志胤                                     | 編舞 |
| Yoncé                  | Beyoncé (TWICELAND - The Opening - 翻跳版) | 編舞 |

## 影視作品
僅列出Momo的個人影視作品，團體影視作品請參考TWICE媒體作品列表條目。

### 固定綜藝
| 年份   | 日期             | 電視臺 | 節目名稱          | 備註          |
| 2016年 | 7月27日－8月17日 | Mnet   | 《Hit The Stage》 | 1-4集固定演出 |

### 廣播電台
| 年份   | 日期     | 電台         | 節目名稱                 | 團員共同演出                             |
| 2016年 | 1月1日   | SBS Power FM | 《崔華靜的Power Time》   | Sana、志效、Mina、子瑜                   |
| 2016年 | 3月3日   | KBS Cool FM  | 《Kiss the Radio》       | Sana                                     |
| 2016年 | 5月30日  | SBS Power FM | 《李國主的Young Street》 | 娜璉、Sana、志效、Mina、多賢、彩瑛       |
| 2016年 | 6月2日   | KBS Cool FM  | 《趙胤熙的Volume up》    | 娜璉、Sana、志效、Mina、多賢、彩瑛、子瑜 |
| 2016年 | 10月25日 | SBS Power FM | 《崔華靜的Power Time》   | 娜璉、定延、Sana、志效、Mina、子瑜       |
| 2017年 | 2月27日  | KBS Cool FM  | 《Kiss The Radio》       | 娜璉、定延、Sana、Mina、多賢、子瑜       |

### 主持
| 年份   | 日期    | 電視台  | 節目名稱               | 團員共同演出 | 備註       |
| 2016年 | 6月17日 | SBS MTV | 《THE SHOW》           | 彩瑛         | Special MC |
| 2016年 | 9月24日 | 不適用  | 《仁川韓流觀光演唱會》 | 不適用       | Special MC |
| 2017年 | 11月9日 | Mnet    | 《M Countdown》        | 娜璉、多賢   | Special MC |

## 外部連結
- Momo的Instagram帳戶